# Casuarinales
Casuarinales is een botanische naam, voor een orde van tweezaadlobbige planten: de naam is gevormd uit de familienaam Casuarinaceae. Een orde onder deze naam wordt met een zekere regelmaat erkend door systemen voor plantentaxonomie. In het APG-systeem (1998) en het APG II-systeem (2003) wordt een dergelijke orde niet erkend, maar worden de betreffende planten ingevoegd in de orde Fagales.
In het Cronquist-systeem (1981), waar de orde geplaatst werd in een onderklasse Hamamelidae, was de omschrijving:
- orde Casuarinales
  - familie Casuarinaceae

Dit is ook de omschrijving in het Wettsteinsysteem (1935), het Dahlgrensysteem en het Revealsysteem.